# Agôn
Pour les articles homonymes, voir Agon.

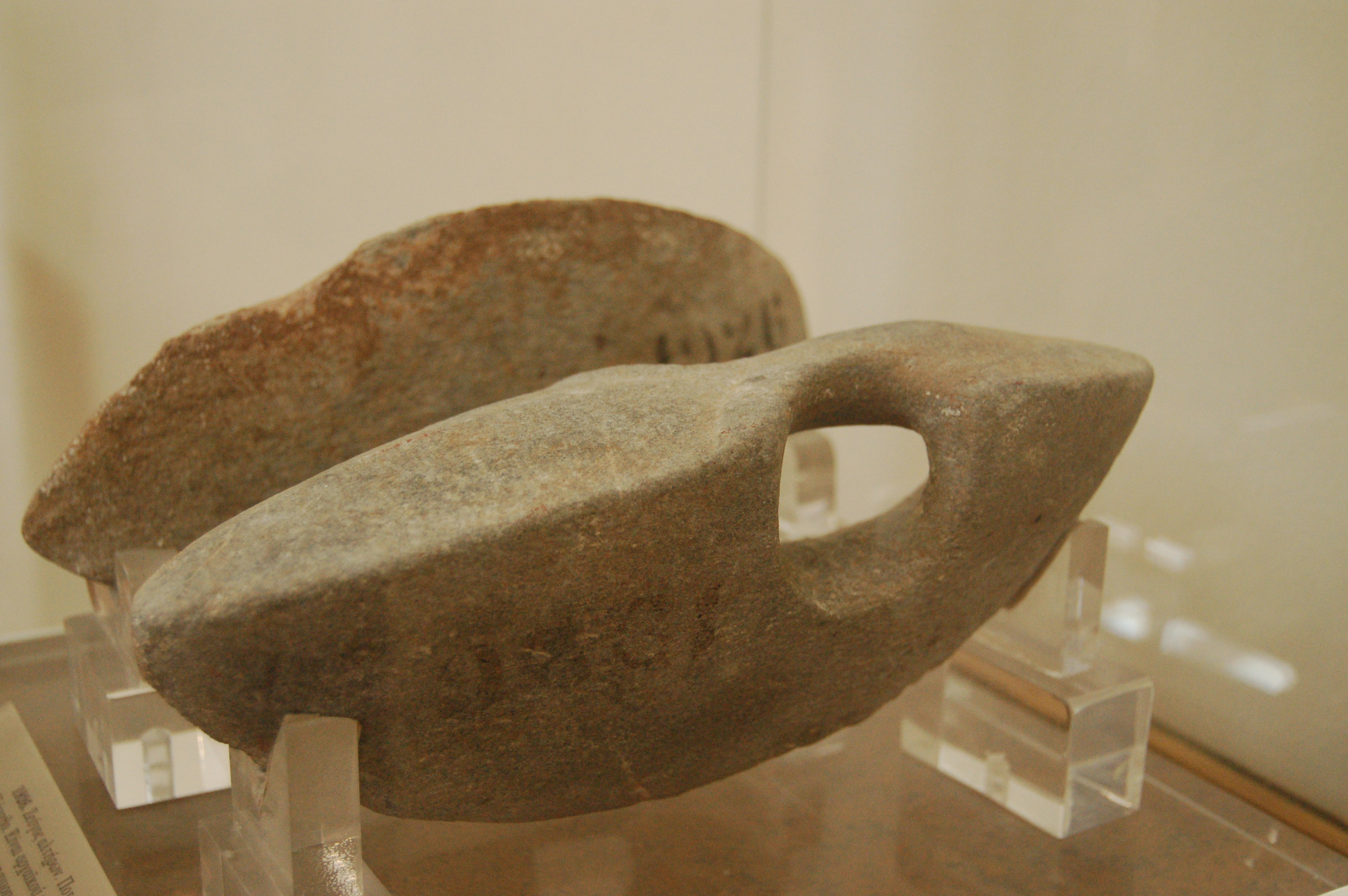
Haltères de la Grèce antique, utilisés pour les Jeux olympiques. (Musée archéologique national d'Athènes).

Dans la Grèce antique, le terme agôn (en grec ancien ἀγών / agṓn, parfois transcrit agōn ou simplement agon) désigne au sens strict toute forme de compétition ou de joute oratoire ; dans les domaines artistiques ou sportifs, l’agôn est un concours organisé à l'occasion de célébrations religieuses. C'est aussi, au sens large, l'esprit de compétition qui anime tant les artistes que leurs commanditaires et les citoyens entre eux.

## Par domaine

### En littérature
L'agôn est un concept fondamental de la littérature grecque antique. Il caractérise une partie de la comédie grecque antique, celle d'une scène qui présente un débat entre deux personnages soutenant chacun une thèse opposée, par exemple le débat du juste et de l'injuste dans Les Nuées d'Aristophane.   
De manière plus générale, l’agôn désigne, également dans les tragédies grecques, la scène de débat et de combat. Elle peut être une simple prise de bec comme un débat dialectique en forme, comme c'est le cas dans Les Nuées d'Aristophane, où s'opposent le Raisonnement Juste et le Raisonnement Injuste.    
Les agôn dramatiques se déroulaient à l’occasion des fêtes en l’honneur de Dionysos (Dionysies et Lénéennes). Homère et Hésiode auraient fait une compétition dramatique pour des funérailles, le roi présent aurait déclaré Hésiode vainqueur car il portait une morale de paix. L'acclamation populaire aurait préféré Homère mais sa narration n'avait pas de morale.   
Ce concept dispose d'une fécondité importante car il reste utilisé dans la littérature contemporaine. Un exemple plus actuel se trouverait dans Électre de Jean Giraudoux (1937), entre le personnage éponyme et Clytemnestre par rapport à la chute d'Oreste.   
On remarque que le terme a également été utilisé par les Grecs en rapport avec l'art. Dans le domaine artistique, l'esprit agonistique, le désir de dépassement, pousse les artistes à se distinguer de leurs prédécesseurs et de leurs contemporains en inventant des formes inusitées. Cela stimule l'innovation individuelle, tout comme les commandes qui sont destinées à procurer du prestige au commanditaire, même si celui-ci en fait offrande au dieu. Les commanditaires eux-mêmes étant animés de cet état d'esprit qui consiste à vouloir faire mieux que les autres.

### En philosophie
Le terme d'agôn a été abondamment utilisé en philosophie, comme Gilles Deleuze et Félix Guattari le remarquent dans Qu'est-ce que la philosophie ?.
En philosophie politique, déjà, le terme désigne un type précis de confrontation. En grec ancien, l'agôn se définit par rapport au polemos. Le polemos renvoie à la guerre de la Cité contre les barbares, c'est-à-dire contre les éléments non-assimilables, ce que l’on repousse constamment hors des frontières. La logique du polemos est duelle (c’est l’autre ou c’est moi), et son enjeu est le pouvoir. L’agôn, par contre, trace la voie d’un combat qui obéit à des règles, à quelque chose donc qui se trouve beaucoup plus près de la compétition que de la guerre contre un ennemi à abattre.
Selon Nietzsche, l'agôn est la garante de l’équilibre de la cité et se retrouve à tous les niveaux. Il donne ainsi l’exemple de la compétition entre des poètes, Xénophane de Colophon cherchant à supplanter la gloire d’Homère. Paradoxalement l'équilibre de la cité est centré autour de la convoitise, l’envie (Éris) : « Le Grec est envieux et ressent ce trait non comme un défaut, mais comme l’influence d’une divinité bienfaisante : quel abîme entre son jugement moral et le nôtre ! ». Cette convoitise est à comprendre comme un moteur, le moteur nécessaire pour que la joute permette « le bien-être de tous, de la cité en général ». Les règles du jeu de la joute ont, selon Nietzsche, permis au Grec de passer de la bête cruelle au citoyen grec dont l’« égoïsme trouvait là [dans la joute] à s’enflammer ; et par là, il était refréné et restreint » . C'est pour ces raisons que la civilisation grecque est traditionnellement qualifiée d'agonistique. 
Nietzsche interprète l'ostracisme comme un moyen de préserver la compétition. Il cite alors le bannissement d'Hermodore prononcé par les Éphésiens : « Chez nous, personne ne doit être le meilleur ; mais si quelqu’un le devient, que ce soit ailleurs et chez d’autres ». Celui qui est le meilleur sans conteste brise l'équilibre de la cité. « Comme moyen de protection contre le génie, elle exige… un second génie ».
Hannah Arendt procède à une revalorisation de la liberté comme entendue dans la démocratie athénienne, c'est-à-dire la liberté d'action de citoyens égaux, impliqués dans la vie publique. Elle remarque ainsi que l'agôn était une valeur clef de la démocratie : « ce fut pour l'antiquité grecque le prototype de l'action qui influença sous la forme de ce que l'on nommait l'esprit agonistique, la passion de se montrer en se mesurant contre autrui, passion sous-jacente au concept de la politique ».

### Comme confrontation sportive
L'agôn comme confrontation est également utilisée en Grèce antique pour désigner les compétitions sportives, comme les Jeux olympiques, Jeux isthmiques, Jeux pythiques et Jeux néméens, qui se déroulaient périodiquement et comprenaient des épreuves athlétiques, concours hippiques et, parfois, concours musicaux (Jeux panhelléniques). 
Jean-Manuel Roubineau remarque une certaine proximité entre l'agôn sportif et l'agôn guerrier dans l'imaginaire collectif grec. Il souligne ainsi la « proximité physique entre le dieu Arès et l'allégorie divine Agôn, dans un groupe statuaire d'Olympie décrit par Pausanias. »